# 드워프 포트리스
드워프 포트리스(Dwarf Fortress)는 Bay12Games에서 개발 중인 건설경영 시뮬레이션 및 로그라이크 인디 게임이다. 2002년부터 개발을 시작하여 2006년에 첫 알파 버전이 출시된 이 게임은 프리웨어로 배포되며 두 명의 개발자가 순전히 기부에만 의존해서 만들어 온 것으로 알려져 있다. 절차적으로 생성된 판타지 세계를 배경으로 하여 플레이어가 한 무리의 드워프들을 통제하여 부유하고 성공적인 요새를 만드는 것이 게임의 주된 목표이다. 게임의 복잡하고 창발적인 성격으로 비평가들에게 높은 평가를 받았으나 높은 조작 난이도에 대해서는 반응이 엇갈렸다. 마인크래프트와 림월드 등의 게임에 큰 영향을 주었으며, 2012년부터 퐁, 테트리스, 심시티 2000, 포탈 등과 함께 컴퓨터 게임의 역사를 보여주기 위해 뉴욕 근대미술관에 전시되어 있는 작품 중 하나이다.
드워프 포트리스는 텍스트(코드 페이지 437) 기반 그래픽을 사용하며, 정해진 목표나 결말이 없는 비선형적 게임이다. 게임을 플레이하기 전에 플레이어는 먼저 하나의 판타지 세계를 생성해야 한다. 이 세계의 대륙, 바다, 섬, 산맥과 같은 지형은 지질학, 수문지질학, 기후학, 생물지리학적 원리에 따라 절차적으로 생성된다. 또한 이 세계에 존재하는 각 문명의 역사는 그 구성원 하나하나의 생애에 이르기까지 세세하게 시뮬레이션된다. 이러한 과정을 통해 일관적이고 개연성 있는 하나의 세계가 만들어진다. 드워프 포트리스의 주된 게임 모드인 요새 모드에서 플레이어는 이렇게 생성된 세계에서 적당한 지역을 골라 성공적인 정착지, 즉 요새를 세우고, 고블린 침략자 따위의 위협에 맞서 싸우며 부를 축적하고 드워프들을 돌보는 일을 한다. 각각의 드워프는 신체 부위, 장기, 조직 수준까지 모델링되어 있고, 좋아하는 것과 싫어하는 것의 목록, 능력치, 가치관, 삶의 목표, 성격, 기억 등 자신만의 고유한 개성을 지닌다. 두 번째 모드인 모험가 모드는 정해진 목표가 없는 턴제 로그라이크로서, 플레이어는 모험가가 되어 자유롭게 세계를 탐험하고, 임무를 수행하고, 요새 모드에서 만들었던 요새를 찾아갈 수 있다. 드워프 포트리스의 전투 시스템은 장기가 꿰뚫리고, 손가락이 잘리고, 신경이 끊어지는 것 따위의 사건을 세세하게 묘사한다. 숫자 하나로 표현되는 체력 같은 것은 없고, 생명체는 호흡이나 심장 박동 같은 기능이 상실되었을 때 죽는다.
개발자 탄 애덤스는 드워프 포트리스를 자기 일생의 작품이라 불렀다. 2011년에 그는 앞으로 20년 안에는 드워프 포트리스의 정식 1.0 버전이 나오지 않을 것이며, 그 뒤에도 개발은 계속될 것이라고 밝혔다. 드워프 포트리스는 지금까지도 컬트적 인기와 활발한 온라인 커뮤니티를 보유하고 있다.

## 평가
드워프 포트리스는 창발적 게임플레이, 텍스트 기반 그래픽, 복잡성, 불편한 인터페이스, 높은 난이도와 같은 측면에서 주목을 받았다. 많은 비평가는 드워프 포트리스가 몹시 배우기 어려운 게임이라고 평가했다. 드워프 포트리스는 같은 시뮬레이션 장르의 게임인 심시티, 심즈, 던전 키퍼, 그리고 로그라이크 장르의 넷핵 따위와 비교되었다. 또 많은 비평가가 애덤스의 독립성과 세부 사항에 대한 관심을 높이 평가했다.

## 영향
드워프 포트리스는 마인크래프트에 상당한 영향을 주었다. 어떤 평론가들은 마인크래프트가 드워프 포트리스의 보다 유저 친화적인 버전이라고 평하기도 했다. 애덤스는 마인크래프트의 개발자들이 드워프 포트리스의 영향을 언급해 준 덕분에 더 많은 사람들이 드워프 포트리스를 즐기게 되었다며 감사를 표했다. 월드 오브 워크래프트 내에도 드워프 포트리스에 대한 오마주가 등장한다. FTL: 패스터 댄 라이트의 개발자 중 한 사람인 저스틴 마는 드워프 포트리스의 텍스트 기반 그래픽에 대하여 "드워프 포트리스가 다른 게임에서 찾아볼 수 없는 폭넓은 게임플레이 요소를 포함할 수 있었던 이유 중 하나는 복잡한 요소들을 가장 단순한 시각적 형식으로 표현하기 때문이다"라고 평가하였다. 2015년에 〈Rock, Paper, Shotgun〉은 드워프 포트리스를 "최고의 무료 PC 게임 50선" 목록에서 7위에 올렸다. 2019년에 〈PC 게이머〉는 드워프 포트리스를 최고의 오픈 월드 게임 중 하나로 선정했다.
2012년 3월에 뉴욕 근대미술관은 컴퓨터 게임의 역사를 보여주기 위해 퐁, 테트리스, 심시티 2000, 포탈 등의 게임과 함께 드워프 포트리스를 전시하기 시작했다. 근대미술관은 드워프 포트리스의 새 버전이 출시될 때마다 즉시 다운로드받아 미술관 서버에 보관한다. 전시를 주관한 큐레이터 파올라 안토넬리는 드워프 포트리스의 "아름다운 미학"과 "경탄할 만한 복잡도"에 놀랐다고 평했다.
드워프 포트리스의 스팀 출시에 발맞춰 테라리아, 프리즌 아키텍트, 케이브스 오브 쿠드 등 여러 인디 게임의 개발자들이 드워프 포트리스에 대한 찬사를 보내며 본인들의 게임에 드워프 포트리스가 끼친 영향을 언급했다.

## 같이 보기
- 프리즌 아키텍트
- 림월드
- Oxygen Not Included